# Filatelia degli antichi Stati italiani
I francobolli degli antichi stati italiani sono storicamente molto importanti, perché emessi durante il Risorgimento, in un periodo di grandi cambiamenti culturali e sociali.

## Lombardo Veneto
Il Regno Lombardo Veneto fu il primo ad emettere francobolli, a partire dal 1850. Questi francobolli furono stampati nella Tipografia di Stato Austriaca di Vienna. La stampa di questi francobolli era effettuata tipograficamente su carta a mano bianca, i valori in centesimi e la filigrana era composta da grandi lettere "KKHM" (iniziali di Kaiserliche und Königliche Handels Ministerium- Imperiale Regio Ministero del Commercio)

Francobollo da 15 cent. Stemma austro-ungarico
Francobollo da 10 soldi. Effigie di Francesco Giuseppe rivolta a destra
Francobollo da 15 soldi. Effigie di Francesco Giuseppe rivolta a sinistra, del 2º tipo.
Francobollo da 5 soldi rosa. Serie dell'aquila bicipite. Dent. 14.
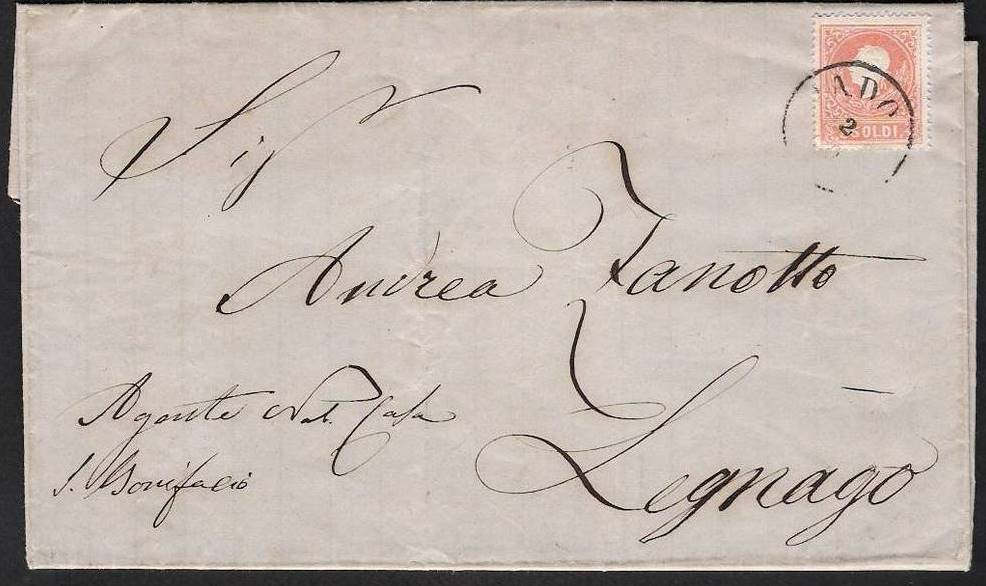
Busta affrancata con un francobollo da 5 soldi rosso.

### Serie Stemma austriaco
Le vignette erano identiche ai francobolli stampati per l'Impero Austriaco ma cambiava il valore nominale espresso in centesimi anziché in kreuzer. Lo stemma che rappresenta l'Aquila Bicipite Imperiale fu ricavato da un punzone che presentava sullo sfondo una serie di punti numericamente eccessiva che fu poi diminuita per evitare di sporcare la stampa. Tale caratteristica consente di distinguere le varie tirature prodotte.
La prima emissione del Lombardo Veneto è una delle più difficili da classificare perché ci sono state numerose ristampe e sottotipi, di cui alcuni sono citati nella tabella qui sotto riportata (vedi spiegazione dopo la tabella per i tipi diversi).
| valore | colorazione     | tipo di carta    | Data di emissione | note                 |
| ------ | --------------- | ---------------- | ----------------- | -------------------- |
| 5 c.   | giallo ocra     | carta a mano     |                   |                      |
| 5 c.   | giallo arancio  | carta a mano     |                   | 1ª tiratura          |
|        |                 |                  |                   |                      |
| 10 c.  | nero            | carta a mano     |                   |                      |
| 10 c.  | grigio nero     | carta a mano     |                   | 1ª tiratura          |
| 10 c.  | nero            | carta a macchina |                   |                      |
|        |                 |                  |                   |                      |
| 15 c.  | rosso           | carta a mano     |                   | 1º tipo. 1ª tiratura |
| 15 c.  | rosso vermiglio | carta a mano     |                   | 2º tipo. 2ª tavola   |
| 15 c.  | rosso           | carta costolata  | gennaio 1851      | 1º tipo              |
| 15 c.  | rosso           | carta costolata  |                   | 2º tipo              |
| 15 c.  | rosa            | carta a mano     |                   | 2º tipo              |
| 15 c.  | rosso           | carta a mano     | 7 luglio 1852     | 3º tipo              |
| 15 c.  | rosso           | carta vergata    | 1852              | 3º tipo. Rarissimo   |
| 15 c.  | rosso           | carta a macchina | 27 gennaio 1854   | 3º tipo              |
|        |                 |                  |                   |                      |
| 30 c.  | bruno           | carta a mano     |                   | 1º tipo              |
| 30 c.  | bruno           | carta costolata  | 2 luglio 1851     | 2º tipo              |
| 30 c.  | bruno scuro     | carta a mano     | 18 aprile 1853    | 2º tipo. 2ª tavola   |
| 30 c.  | bruno lillaceo  | carta a mano     | 3 ottobre 1854    | 2º tipo. 3ª tavola   |
| 30 c.  | bruno           | carta a macchina | 8 maggio 1855     | 2º tipo              |
|        |                 |                  |                   |                      |
| 45 c.  | azzurro         | carta a mano     |                   | 1º tipo              |
| 45 c.  | azzurro chiaro  | carta a mano     |                   | 1º tipo. 1ª tiratura |
| 45 c.  | azzurro         | carta costolata  | 1º luglio 1851    | 1º tipo              |
| 45 c.  | azzurro ardesia | carta a mano     | 18 febbraio 1852  | 2º tipo. 2ª tavola   |
| 45 c.  | azzurro         | carta a mano     | 24 gennaio 1855   | 2º tipo. 3ª tavola   |
| 45 c.  | azzurro         | carta a macchina | 5 settembre 1856  | 2º tipo              |

Spiegazione dei tipi diversi
15 centesimi:
- 1º tipo - "5" di "15" staccato dal bordo del cartiglio in alto. La seconda "K" di "KK" è simile ad una "F";
- 2º tipo - "5" di "15" attaccato al cartiglio in alto;
- 3º tipo - "5" di "15" attaccato al cartiglio in alto. Punta dell'ornato destro inferiore sotto lo stemma corta e schiacciata.

30 centesimi:
- 1º tipo - Punta inferiore del "3" di "30" schiacciata, ovale;
- 2º tipo - Punta inferiore del "3" di "30" rotonda.

45 centesimi:
- 1º tipo - Cifre lontane dal cartiglio a sinistra;
- 2º tipo - Cifre vicine dal cartiglio a sinistra.

Tipi di carta
- Carta a mano - Di vario spessore e leggermente rugosa, presenta talvolta le lettere K.K.H.M. in filigrana in parte visibili su alcuni esemplari del centro del foglio.
- Carta costolata - Carta a mano che ha subito dopo la stampa un trattamento, battendola a secco con righe verticali molto fitte, ben visibili a luce radente. È uno dei primi sistemi di sicurezza per la stampa dei francobolli, e fu usato tra il 1851 e 1852.
- Carta vergata - Carta con righe verticali in filigrana e ben visibili in trasparenza. Alcuni fogli furono usati per errore e distribuiti regolarmente in molti centri tra il 1852 e il 1853. Si può definire un errore di carta.
- Carta a macchina - Ben liscia e levigata in superficie, non ha la filigrana. Fu in uso dal 1854.

Le prime tirature si distinguono per la nitidezza della stampa e, in alcuni casi, per le tonalità di colore.
Alcuni esemplari sono noti con la filigrana K.K.H.M..
Caso particolare infine sono gli accoppiamenti con sul bordo una "Croce di Sant'Andrea", particolare "X" che si trova raramente, anche in piccole porzioni. È molto rara integra.
I falsi
Sono noti molti falsi dell'epoca di questa emissione, riconoscibili da alcuni errori e caratteristiche di tavola. Le più importanti sono le imitazioni di Verona (15c. vermiglio e 30c. bruno) e le imitazioni di Milano (2 tipi del 15c. rosa vermiglio, 3 tipi del 30c. bruno rossastro e 6 tipi del 45c. azzurro o cobalto).
Sono in commercio una grande quantità di falsi non dell'epoca e riproduzioni. Un buon metodo per sventare truffe può essere quello di usare la lampada ultravioletta per sincerarsi almeno della carta. Se la carta è fluorescente o brillante vuol dire che il francobollo è un falso.
Altri falsi degli inizi del Novecento si possono riconoscere confrontando esemplari certamente originali o presso un perito filatelico.
Particolare attenzione bisogna fare ai francobolli nuovi perché soggetti maggiormente alla falsificazione, dato il loro pregio.

### Serie effigie di Francesco Giuseppe volta a sinistra
I primi francobolli dentellati dell'Italia videro la luce nel 1858. Hanno l'effigie di Francesco Giuseppe in rilievo, volto a sinistra. La dentellatura è di solito 14 ¼, ma può essere anche 15 o 16 a seconda delle tirature.
Qui di seguito sono riportati i francobolli emessi di questa serie. I due tipi diversi si distinguono in particolare per il fiocco dietro la nuca dell'imperatore d'Austria, che nel 2º tipo è netto e ben delineato, sempre nel 2º tipo si può notare un piccolo ciuffetto sulla fronte. Altre piccole differenze si riscontrano tra i due tipi anche nei vari riquadri.
| valore   | colorazione | Tipo    | Data di emissione | dentellatura  |
| -------- | ----------- | ------- | ----------------- | ------------- |
| 2 soldi  | giallo      | 1º tipo |                   | 14 ¼          |
| 2 soldi  | giallo      | 2º tipo | 12 aprile 1859    | 14 ¼          |
|          |             |         |                   |               |
| 3 soldi  | nero        | 1º tipo |                   | 14 ¼          |
| 3 soldi  | nero        | 1º tipo |                   | 15x16 o 16x15 |
| 3 soldi  | nero        | 1º tipo |                   | 16x16         |
| 3 soldi  | nero        | 2º tipo | 11 ottobre 1859   | 14 ¼          |
|          |             |         |                   |               |
| 3 soldi  | verde       | 2º tipo | gennaio 1862      | 14 ¼          |
|          |             |         |                   |               |
| 5 soldi  | rosso       | 1º tipo |                   | 14 ¼          |
| 5 soldi  | rosso       | 2º tipo | 1º febbraio 1859  | 14 ¼          |
|          |             |         |                   |               |
| 10 soldi | bruno       | 1º tipo |                   | 14 ¼          |
| 10 soldi | bruno       | 2º tipo | 1º marzo 1859     | 14 ¼          |
|          |             |         |                   |               |
| 15 soldi | azzurro     | 1º tipo |                   | 14 ¼          |
| 15 soldi | azzurro     | 2º tipo | 10 febbraio 1859  | 14 ¼          |

Questa fu l'ultima emissione del Lombardo Veneto con ancora le Province Lombarde. In seguito alla Terza Guerra d'Indipendenza e all'Unità d'Italia i francobolli del Lombardo Veneto vennero usati solo nel Veneto, a Mantova e nell'Oltrepò Pavese. Esistono alcuni francobolli del Regno di Sardegna usati durante il Governo provvisorio delle Province Lombarde. Qualche busta è nota anche con francobolli delle Romagne misti a francobolli del Lombardo Veneto. Sono rare.

### Serie effigie di Francesco Giuseppe volta a destra
Sono due i francobolli di questa serie emessa a Unità d'Italia avvenuta, nel 1861 e 1862. L'effigie in rilievo rivolta a destra è sorella della identica serie, anche se più nutrita, dell'Austria. La differenza sta nella moneta che nel caso del Lombardo Veneto è in Soldi.
- 5 soldi - rosso - Dent. 14
- 10 soldi - rosso mattone - Dent. 14 (Vedi foto sopra)

Esistono due sottotipi del 10 soldi: francobollo più corto (dent. 15x17) e francobollo più lungo (15x19). Sono alcune ristampe dovute alle molte tirature.

### Serie aquila bicipite a rilievo in ovale
Anche questa famosa quarta serie del Lombardo Veneto fu stampata in due valute: in kreuzer per l'Austria, e in soldi per il Lombardo Veneto. Come per l'Austria furono stampati in due tirature principali, la prima dent. 14 del 1863 senza filigrana, e l'altra tiratura del 1865 stampata su carta filigranata "BRIEF-MARKEN.", dent. 9½.
| valore   | colorazione | dentellatura | note                  |
| -------- | ----------- | ------------ | --------------------- |
| 2 soldi  | giallo      | 14           |                       |
| 2 soldi  | giallo      | 9 ½          |                       |
|          |             |              |                       |
| 3 soldi  | verde       | 14           |                       |
| 3 soldi  | verde       | 15x17        | francobollo più corto |
| 3 soldi  | verde       | 15x19        | francobollo più lungo |
| 3 soldi  | verde       | 9 ½          |                       |
|          |             |              |                       |
| 5 soldi  | rosa        | 14           |                       |
| 5 soldi  | rosa        | 15x17        | francobollo più corto |
| 5 soldi  | rosa        | 15x19        | francobollo più lungo |
| 5 soldi  | rosa        | 9 ½          |                       |
|          |             |              |                       |
| 10 soldi | azzurro     | 14           |                       |
| 10 soldi | azzurro     | 9 ½          |                       |
|          |             |              |                       |
| 15 soldi | bruno       | 14           |                       |
| 15 soldi | bruno       | 9 ½          |                       |

### Marche da bollo usate per posta
Alcune marche da bollo furono usate per posta, nonostante i ripetuti richiami delle Poste, specie nel periodo dal 1854 al 1856. Specie i valori più comuni vennero regolarmente usati per le normali corrispondenze.
I valori noti usati per posta sono: 5 c., 10c., 15c. (il più comune), 30c., 50c., 75c. e 1,50 Lire. Esclusi i valori da 5c. e 10c. esistono con i valori stampati con metodo tipografico e stampati con metodo calcografico. Alcuni valori, specie il 50c. calcografico, sono molto rari.

### Francobolli per giornali
Nel 1851 venne emessa dall'Austria la famosa serie per giornali detta "Mercurio", per il bellissimo disegno della testa di Mercurio dei francobolli. Dopo furono emessi diversi francobolli con l'effigie di Francesco Giuseppe. Furono stampati anche dei segnatasse per giornali, usati come tassa aggiuntiva sui giornali esteri. Tutti i francobolli per giornali non erano venduti al pubblico ma solo agli editori, in tutto l'Impero Austro-ungarico, e non recavano il valore facciale.
- 1851-55 - "Testa di Mercurio" - (3c.) azzurro (stampato in tre tirature: 1º tipo 1851, 2º tipo 1854 e 3º tipo 1855), (30c.) giallo chiaro, (1,50L.) rosa smorto e (30c.) rosso vermiglio (non è noto usato nel Lombardo Veneto).
- 1858-59 - Effigie di Francesco Giuseppe volte a sinistra, del tipo contemporaneo della posta ordinaria. Nel 1858 (1,05L.) azzurro, del 1º tipo, e nel 1859 (1,05L.) lilla grigio, del 2º tipo. Del francobollo azzurro esiste una rara frode, dato che fu usato come francobollo ordinario da 15 soldi.
- 5 gennaio 1861 - Effigie di Francesco Giuseppe volta a sinistra - nuovo tipo - (1,05 L.) grigio chiaro.
- 1º luglio 1863 - Aquila bicipite in rilievo, inserita in un ottagono. (1,05 L.) bruno grigiastro. Esiste senza e con la filigrana orizzontale "ZEITUNGS-MARKEN.", a seconda della tiratura.

E infine i segnatasse per giornali:
- 1º marzo 1853 - Stemma Austro-ungarico - 2 kreuzer verde scuro - senza filigrana
- 1858-59 - Stemma Austro-ungarico - Serie di 3 valori (1 kr. nero, 2 kr. vermiglio, 4 kr. rosso smorto). Le prime tirature senza filigrana, e con filigrana successivamente solo il valore da 4 kr.

## Ducato di Modena
Nel 1852 il Ducato di Modena (comprendeva i territori di Modena, Reggio, Garfagnana, Massa e Carrara, Guastalla e Frignano), emise i suoi primi francobolli. L'incisione del cliché per questi francobolli fu opera di Tomaso Rinaldi e venne poi moltiplicata in stereotipia per realizzare la lastra di stampa che serviva al metodo tipografico con cui vennero prodotti. I fogli erano da 240 francobolli, divisi in quattro gruppi da 60.
Il 15 giugno 1859, a seguito della guerra d'indipendenza, venne costituito il Governo provvisorio delle province modenesi.

Francobollo "errore di colore" da 25 cent. Aquila estense sormontata dalla corona ducale, senza punto dopo le cifre

### Serie Aquila coronata estense tra due tralci d'alloro
Stampa tipografica in nero su carta colorata senza filigrana per i valori in centesimi, carta con filigrana "A" per il valore da 1 Lira
| valore                             | colorazione | Data di emissione | note                                        |
| ---------------------------------- | ----------- | ----------------- | ------------------------------------------- |
| Serie senza il punto dopo le cifre |             |                   |                                             |
| 5 c.                               | verde       | 2 settembre 1852  |                                             |
| 10 c.                              | rosa chiaro | 1º giugno 1852    |                                             |
| 15 c.                              | giallo      | 1º giugno 1852    |                                             |
|                                    |             |                   |                                             |
| 25 c.                              | camoscio    | 1º giugno 1852    |                                             |
| 25 c.                              | verde       |                   | Errore di colore nella carta (Non emesso?). |
|                                    |             |                   |                                             |
| 40 c.                              | celeste     | 2 giugno 1852     |                                             |
| 40 c.                              | azzurro     | 17 ottobre 1852   |                                             |
|                                    |             |                   |                                             |
| 1 Lira                             | bianco      | 7 maggio 1853     |                                             |
| Serie con il punto dopo le cifre   |             |                   |                                             |
| 5 c.                               | verde       | 4 giugno 1852     |                                             |
| 5 c.                               | verde oliva | 27 agosto 1854    | Nuova colorazione.                          |
|                                    |             |                   |                                             |
| 10 c.                              | rosa        | 19 luglio 1854    |                                             |
| 40 c.                              | azzurro     | 2 dicembre 1855   |                                             |

### Francobolli del Governo provvisorio di Modena
Serie con lo stemma di Savoia col collare dell'Annunziata tra un tralcio di quercia e uno di alloro. Stampa tipografica in colore su carta bianca. Fogli di 120 esemplari (4 gruppi di 30).
| valore | colorazione      | Data di emissione | note       |
| ------ | ---------------- | ----------------- | ---------- |
| 5 c.   | verde            | 15 ottobre 1859   |            |
|        |                  |                   |            |
| 15 c.  | bruno            | 15 ottobre 1859   |            |
| 15 c.  | grigio           |                   | Non emesso |
|        |                  |                   |            |
| 20 c.  | ardesia violaceo | 15 ottobre 1859   |            |
| 20 c.  | lilla            | 15 novembre 1959  |            |
|        |                  |                   |            |
| 40 c.  | rosa carminio    | 15 ottobre 1859   |            |
| 80 c.  | bistro arancio   | 15 ottobre 1859   |            |

Durante il Governo provvisorio, oltre alla serie specifica, vennero usati francobolli del Regno di Sardegna, in particolare il 20 centesimi. Inoltre sono conosciuti usi della serie dell'aquila coronata estense oltre la data di validità nelle città di Modena (annullo nero a 9 sbarre con lo stemma sabaudo), Reggio Emilia (annullo tondo "POSTA LETTERE REGGIO con stemma sabaudo) e in altri centri del Cisappennino (annullo con 6 sbarre). A Reggio fu anche in uso uno speciale timbro risorgimentale senza le diciture "POSTA REGGIO...", con il solo stemma sabaudo al centro. È estremamente raro.

### Segnatasse per giornali
A seguito di un accordo stipulato tra l'Austria e Modena i giornali provenienti dall'estero venivano tassati di 9 centesimi con una tassa politica, prima apponendo uno speciale bollo con il valore, e poi specifici francobolli.
- Bollo circolare in nero con le scritte "GAZZETTE ESTENSI - GAZZETTE ESTERE - CENT. 9"
- Tipo dei francobolli aquila estense, con il valore preceduto dalle lettere B.G. (1853) o senza lettere (gli altri). Stampa tipografica su carta colorata.

| valore | colorazione       | Data di emissione | note                      |
| ------ | ----------------- | ----------------- | ------------------------- |
| 9 c.   | violetto grigio   | 1º aprile 1853    | B.G. a caratteri grandi.  |
| 9 c.   | violetto grigio   | 21 maggio 1853    | B.G. a caratteri piccoli. |
| 9 c.   | violetto grigio   | 1855              | Senza B.G. Non emesso.    |
| 9 c.   | violetto lillaceo | 1857              | Senza B.G.                |

- Nuovo tipo di francobollo da 10 centesimi con l'aquila coronata estense dentro un doppio cerchio con la dicitura "TASSA GAZZETTE CENT. 10", stampa a mano in nero su carta bianca. Fogli di 240 esemplari.

## Ducato di Parma

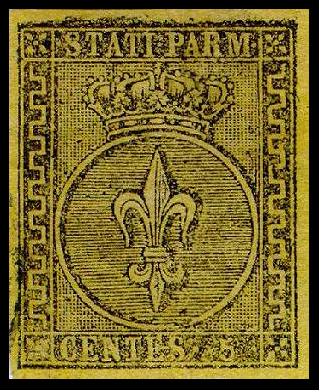
Ducato di Parma, 5 c., 1852

Nel 1852 il Ducato di Parma emise i suoi primi francobolli. Il territorio del Ducato comprendeva Parma, Piacenza e la Lunigiana (detta Circondario di Pontremoli, di cui faceva parte anche l'attuale Provincia di Massa Carrara. Il territorio fu ceduto dal Granducato di Toscana al Ducato di Parma col trattato del 1844). Il sovrano era Carlo III di Borbone.
I francobolli raffigurano il giglio borbonico sormontato dalla corona ducale, agli angoli sono disegnati quattro ornati e due decorazioni greche laterali completano la vignetta. Il conio per i cliché in ottone della tavola di stampa venne inciso da Donnino Bentelli.
Nel 1859 entrarono in vigore i francobolli del Governo Provvisorio, in sostituzione dei francobolli ducali. Il comandante Luigi Carlo Farini provvide a unificare le regioni parmensi e modenesi. Nel 1860 furono annesse al Regno di Sardegna, poi al Regno d'Italia.

### Prima serie - nero su colore - Giglio borbonico in un cerchio sormontato dalla corona ducale
- Emissione del 1º gennaio 1852 - Stampa tipografica in nero su carta colorata (bianca per il 10 cent.). Diciture in negativo - Fogli da 80 esemplari (4 gruppi di 20 separati interspazi).
- Riemissione del 1853 e 1855 - Stampa tipografica in colore su carta bianca.

Entrambe le serie furono valide fino al 31 luglio 1859.
| valore                                                      | colorazione    | note                                                                |
| ----------------------------------------------------------- | -------------- | ------------------------------------------------------------------- |
| Serie del 1º giugno 1852 (stampa in nero su carta colorata) |                |                                                                     |
| 5 c.                                                        | giallo arancio |                                                                     |
| 10 c.                                                       | bianco         | Esiste con la greca più larga da uno o entrambi i lati. È più raro. |
| 15 c.                                                       | rosa           | Esiste con la greca più larga da uno o entrambi i lati. È più raro. |
| 25 c.                                                       | violetto       | Esiste con la greca più larga da uno o entrambi i lati. È più raro. |
| 40 c.                                                       | azzurro        | Esiste con la greca più larga da uno o entrambi i lati. È più raro. |
| Riemissione nel 1853-55 (stampa in colore su carta bianca)  |                |                                                                     |
| 5 c.                                                        | giallo arancio | Emesso il 31 dicembre 1853.                                         |
| 10 c.                                                       | vermiglio      | Emesso il 30 dicembre 1853.                                         |
| 25 c.                                                       | bruno rosso    | Emesso il 28 maggio 1855. Raro allo stato di nuovo.                 |

### Seconda serie - colore su bianco - Giglio borbonico in uno scudo sormontato dalla corona ducale
Serie del 1858-59.
| valore | colorazione | note                                                                               |
| ------ | ----------- | ---------------------------------------------------------------------------------- |
| 15 c.  | vermiglio   | Emesso il 28 febbraio 1859.                                                        |
| 25 c.  | bruno lilla | Emesso il 3 luglio 1857.                                                           |
| 40 c.  | azzurro     | Emesso il 30 giugno 1857. Esiste con la cifra "0" di "40" più larga o più stretta. |

### Governo provvisorio delle province parmensi
Cornice di forma ottagonale a linee curve, con all'interno la scritta "STATI PARMENSI" e il valore in centesimi.
| valore | colorazione   | note                                                                                       |
| ------ | ------------- | ------------------------------------------------------------------------------------------ |
| 5 c.   | verde azzurro | 1ª composizione                                                                            |
| 5 c.   | verde giallo  | 2ª composizione                                                                            |
|        |               |                                                                                            |
| 10 c.  | bruno         | Esiste con la cifra "1" di "10" capovolta.                                                 |
| 20 c.  | azzurro       |                                                                                            |
|        |               |                                                                                            |
| 40 c.  | rosso bruno   | 1ª composizione                                                                            |
| 40 c.  | vermiglio     | 2^ composizione                                                                            |
|        |               |                                                                                            |
| 80 c.  | bistro oliva  | Allo stato di usato è la massima rarità dei francobolli italiani. Vale circa 300.000 euro. |

Le due diverse composizioni si distinguono principalmente per i colori diversi. Anche il 10 c. e il 20 c. hanno avuto due tirature, ma sono estremamente difficili da riconoscere.
I francobolli di Parma esistono anche accoppiati con altri di diversi stati su busta e su frammenti di busta. Sono rari.

### Segnatasse per giornali
A seguito di un accordo stipulato tra l'Austria e Modena i giornali provenienti dall'estero venivano tassati di 9 centesimi con una tassa politica, prima apponendo speciali bolli con valore, con scritta la città dove veniva utilizzato, e poi specifici francobolli.
- Bolli circolari in nero con il giglio ducale

| valore | colorazione                               | città    | Data d'uso |
| ------ | ----------------------------------------- | -------- | ---------- |
| 9 c.   | Bollo in nero "GAZZETTE ESTERE - CENT. 9" | PARMA    | 1853       |
| 9 c.   | Bollo in nero "GAZZETTE ESTERE - CENT. 9" | PIACENZA | 1853       |

- Disegno identico dei francobolli del Governo provvisorio, ottagono con linee curve. Stampa tipografica su carta colorata.

| valore | colorazione | Data di emissione | note                                       |
| ------ | ----------- | ----------------- | ------------------------------------------ |
| 6 c.   | rosa vivo   | 1º novembre 1857  |                                            |
| 6 c.   | rosa vivo   |                   | Non emesso. Carta sottile semitrasparente. |
|        |             |                   |                                            |
| 9 c.   | azzurro     | 15 aprile 1853    | Raro allo stato di usato.                  |
| 9 c.   | azzurro     |                   | Non emesso, Carta sottile semitrasparente. |

## Francobolli delle Romagne
La serie dei francobolli per le Romagne venne emessa il 1º settembre 1859. La serie reca una grande cifra in una cornice rettangolare, con la scritta a caratteri maiuscoli "FRANCO BOLLO POSTALE ROMAGNE".

## Regno delle Due Sicilie
Il Regno delle Due Sicilie comprendeva il Regno di Napoli e il Regno di Sicilia, ciascuno dei quali emise propri francobolli.

### La serie del Regno di Napoli
Nel 1858 venne emessa la serie dei francobolli di Napoli, con filigrana "gigli borbonici", in fogli di 200 esemplari disposti in due gruppi di 100. Comprendono fino a tre tavole diverse, che vengono evidenziate per alcune piccole differenze nei francobolli. I francobolli non sono dentellati.
Di seguito nella tabella sono riportati i tipi e le varie colorazioni principali.
| valore   | colorazione    | numero di tavola |
| -------- | -------------- | ---------------- |
| ½ grano  | rosa chiaro    | tavola I         |
| ½ grano  | carminio       | tavola II        |
|          |                |                  |
| 1 grano  | rosa chiaro    | tavola I         |
| 1 grano  | rosa carminio  | tavola II        |
|          |                |                  |
| 2 grani  | rosa chiaro    | tavola I         |
| 2 grani  | rosa chiaro    | tavola II        |
| 2 grani  | rosa brunastro | tavola III       |
|          |                |                  |
| 5 grani  | rosa brunastro | tavola I         |
| 5 grani  | carminio rosa  | tavola II        |
|          |                |                  |
| 10 grani | rosa brunastro | tavola I         |
| 10 grani | carminio rosa  | tavola II        |
|          |                |                  |
| 20 grani | rosa brunastro | tavola I         |
| 20 grani | rosa chiaro    | tavola II        |
|          |                |                  |
| 50 grani | rosa brunastro | tavola unica     |

Di questa emissione sono noti tre falsi dell'epoca molto interessanti, nei valori da 2 grana (3 tipi), 10 grana (5 tipi) e 20 grana (ben 7 tipi). I tipi diversi si riconoscono per lievi differenze nel disegno, che chiaramente è stato approntato da privati, con una piccola lastra di rame, in calcografia. Furono usati principalmente a Napoli.
Durante la Dittatura e la Luogotenenza vennero approntati scalpellando il mezzo foglio (100 esemplari) del ½ grano, da prima modificando la "G" di "grano" in "T" di "tornese", ottenendo così la famosa "Trinacria", e poi sempre lo stesso foglio venne scalpellato nel disegno borbonico fino ad ottenere una "Croce Sabauda", altro francobollo storico. Sono i due francobolli più rari della collezione di Napoli. Sono numerosi i falsi.

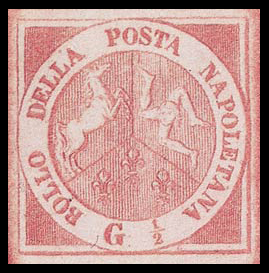
Francobollo da ½ grano.
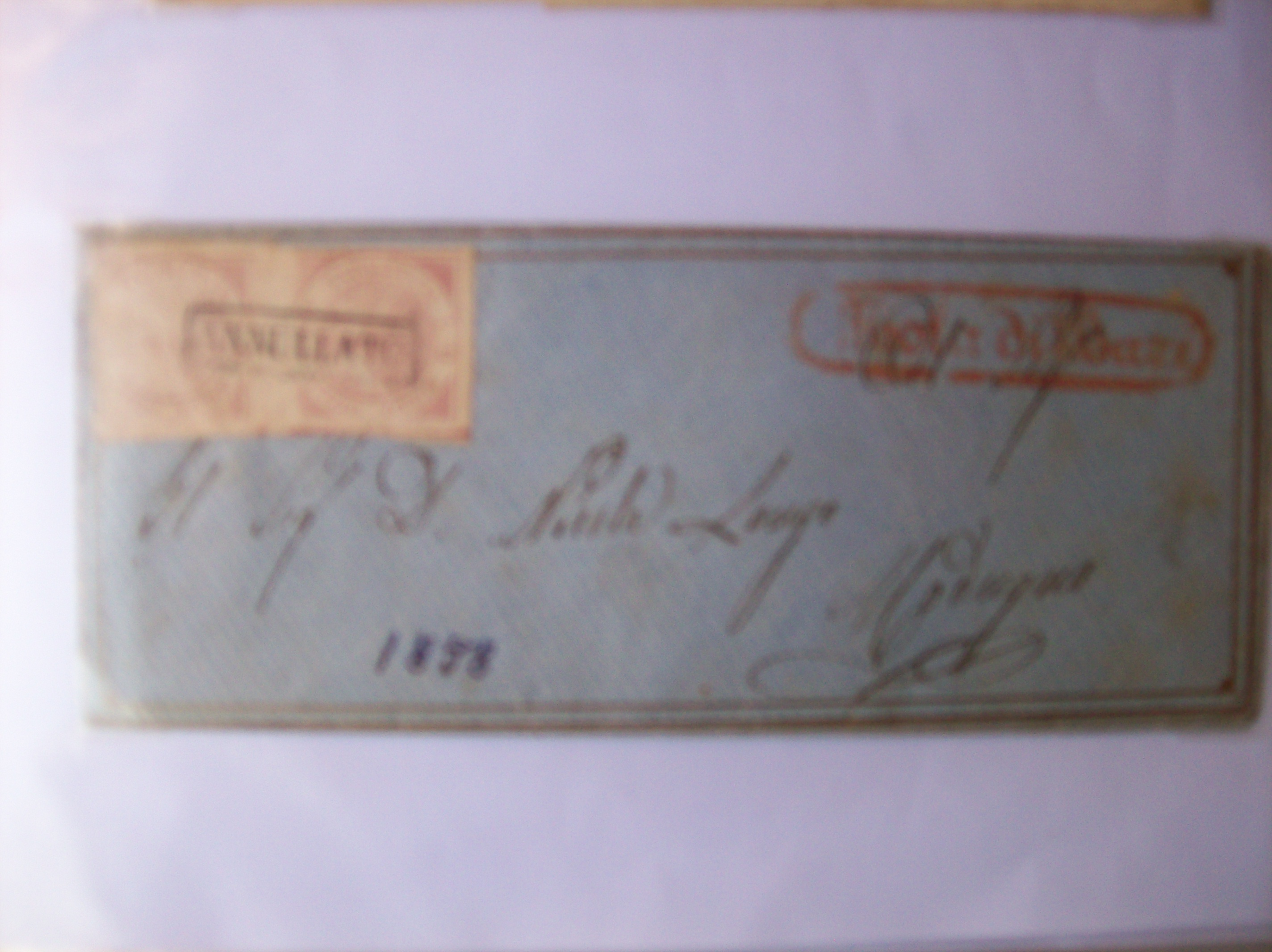
Lettera del 1858 affrancata con una striscia di due francobolli da ½ grano del Regno di Napoli.
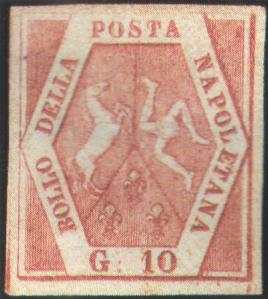
Francobollo da 10 grana.
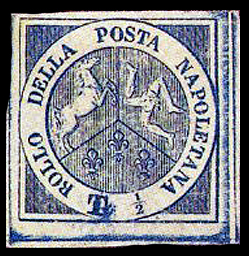
La Trinacria del valore di ½ tornese.

### La serie del Regno di Sicilia

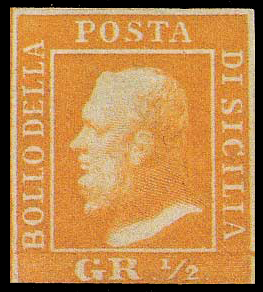
Francobollo da ½ grano.

Venne emessa nel 1859 con gli stessi 7 valori della serie del Regno di Napoli ma con l'effigie del re Ferdinando II di Borbone.

L'elenco completo dei valori è:
| valore | colorazione                                | soggetto       | tavole |
| ------ | ------------------------------------------ | -------------- | ------ |
| ½ gr.  | arancio                                    | Effigie del Re | 2      |
| 1 gr.  | bruno ruggine                              | Effigie del Re | 3      |
| 2 gr.  | azzurro / azzurro chiaro                   | Effigie del Re | 3      |
| 5 gr.  | rosa carminio / vermiglio/VERMIGLIO CHIARO | Effigie del Re | 2      |
| 10 gr. | azzurro cupo                               | Effigie del Re | 1      |
| 20 gr. | grigio ardesia                             | Effigie del Re | 1      |
| 50 gr. | lacca bruno                                | Effigie del Re | 1      |

## Granducato di Toscana
I francobolli nel Granducato di Toscana furono emessi a partire dal 1851/1852, in attuazione della convenzione fondamentale per la Lega Postale Austro-Italica, stipulata il 5 novembre 1850 con l'Austria. Il Granducato comprendeva i sei compartimenti postali di Firenze, Grosseto, Lucca, Pisa e Siena, l'isola d'Elba, l'isola di Pianosa, l'isola del Giglio ed altre minori.
Il 27 aprile 1859, a seguito dei moti popolari della Seconda Guerra d'Indipendenza, il Granduca Leopoldo fuggì da Firenze, facendo decadere il governo granducale. In questo periodo fu instaurato un Governo Provvisorio, in attesa dell'Unità d'Italia. 

Francobollo da 6 Crazie indaco su grigio del Granducato di Toscana

Francobollo da 5 centesimi del Governo Provvisorio.

I francobolli granducali emessi nel 1851 raffigurano un Marzocco (leone seduto) coronato, con lo scudo gigliato, in una cornice rettangolare con la scritta "francobollo postale toscano". La filigrana della prima emissione è detta "Corone Granducali" ed è realizzata su carta azzurrata o grigia. Stampa tipografica.
Nel 1857 la stessa serie è stata riemessa su carta bianca, escluso il 2 Soldi scarlatto e il 60 Crazie scarlatto, con filigrana a linee ondulate verticali, attraversate dalla dicitura II RR POSTE TOSCANE. Validi fino a tutto il 1859.
Nel 1860 fu emessa una nuova serie per il Governo Provvisorio, con lo stemma sabaudo sormontato dalla corona reale, in una cornice rettangolare. La serie (1c., 5c., 10c., 20c., 40c., 80c, e 3 Lire) è in lire italiane. Il loro uso fu tollerato fino al 1863.
Oltre alle emissioni ordinarie, nel 1854 fu approntato anche un bollo circolare impresso a mano che valeva come Segnatasse per giornali, del valore di 2 Soldi, in nero. Questo particolare bollo era stampato in fogli da 80 esemplari, separati da linee rosse tracciate a mano con il tiralinee. Questi bolli non erano venduti al pubblico, ma alle amministrazioni dei giornali che li applicavano, ma non li annullavano. Il nuovo formato era di circa 4x4 centimetri, ma applicati sui giornali sono di formato notevolmente ridotto perché frequentemente tagliati vicino all'impronta. La tassa venne definitivamente soppressa nel novembre 1859.

### I francobolli detti "Marzocco"
Tabella riassuntiva delle principali colorazioni e sottotipi della Serie "Marzocco" del Granducato di Toscana.
(I valori emessi nel 1857 con filigrana a reticolato di linee verticali e scritta sono contrassegnati con l'asterisco nelle note)
| valore      | colorazione            | data di emissione della tiratura | note |
| ----------- | ---------------------- | -------------------------------- | ---- |
| 1 quattrino | nero su grigio         | 1º settembre 1852                |      |
| 1 quattrino | nero su azzurro        |                                  |      |
| 1 quattrino | nero                   | 10 giugno 1857                   | (*)  |
|             |                        |                                  |      |
| 1 soldo     | ocra su grigio         | 1º aprile 1851                   |      |
| 1 soldo     | ocra su azzurro        |                                  |      |
| 1 soldo     | ocra                   | 6 luglio 1857                    | (*)  |
|             |                        |                                  |      |
| 2 soldi     | scarlatto su azzurro   | 1º aprile 1851                   |      |
|             |                        |                                  |      |
| 1 crazia    | carminio su grigio     | 1º luglio 1851                   |      |
| 1 crazia    | carminio su azzurro    |                                  |      |
| 1 crazia    | carminio               | 16 ottobre 1857                  | (*)  |
|             |                        |                                  |      |
| 2 crazie    | azzurro su grigio      | 1º aprile 1851                   |      |
| 2 crazie    | azzurro su azzurro     | 7 aprile 1851                    |      |
| 2 crazie    | azzurro                | 1º agosto 1857                   | (*)  |
|             |                        |                                  |      |
| 4 crazie    | verde su grigio        | 1º aprile 1851                   |      |
| 4 crazie    | verde su azzurro       |                                  |      |
| 4 crazie    | verde                  | 16 maggio 1857                   | (*)  |
|             |                        |                                  |      |
| 6 crazie    | indaco su grigio       | 1º aprile 1851                   |      |
| 6 crazie    | indaco su azzurro      |                                  |      |
| 6 crazie    | azzurro                | 14 marzo 1857                    | (*)  |
|             |                        |                                  |      |
| 9 crazie    | viola bruno su grigio  | 1º luglio 1851                   |      |
| 9 crazie    | viola bruno su azzurro |                                  |      |
| 9 crazie    | bruno lillaceo         | 8 luglio 1859                    | (*)  |
|             |                        |                                  |      |
| 60 crazie   | scarlatto su grigio    | novembre 1852                    |      |

### Serie del Governo Provvisorio di Toscana
La serie del Governo Provvisorio fu emessa nel 1860 in centesimi di lira. Sotto una tabella con le colorazioni più comuni.
| valore | colorazione    | note                                               |
| ------ | -------------- | -------------------------------------------------- |
| 1 c.   | violetto bruno |                                                    |
| 5 c.   | verde          |                                                    |
| 10 c.  | bruno          |                                                    |
| 20 c.  | azzurro        |                                                    |
| 40 c.  | carminio       |                                                    |
| 80 c.  | carnicino      |                                                    |
| 3 Lire | ocra giallo    | Raro. Allo stato di nuovo vale circa 170.000 euro. |

### Casi particolari di utilizzo dei francobolli toscani
I francobolli della serie del "Marzocco" esistono usati con bolli particolari, di breve utilizzo o scarso uso (ad esempio nei piccoli centri) e, come tutti i francobolli degli Antichi Stati, questi hanno una maggiore valutazione, in funzione della loro rarità.
Caratteristico, ad esempio, il timbro a rombi rossi utilizzato a Pisa, per un breve periodo.
Interessanti sono i timbri della provincia di Grosseto e di Firenze, nonché dei centri dell'entroterra pisano.

Francobollo da 1 Crazia del Granducato di Toscana, con il particolare annullo a rombi di Pisa

Un caso particolare di utilizzo dei francobolli del Governo Provvisorio al di fuori dei confini toscani si ebbe quando i cosiddetti Cacciatori del Tevere, una missione di volontari comandati dal Generale Masi, partì il 7 settembre 1860 con lo scopo, rivelatosi poi fallimentare, di invadere e conquistare lo Stato Pontificio. I francobolli del Governo Provvisorio che erano stati trasportati dalle milizie (da 1c., 5c., 10c., 20c. e 40c.) furono quindi utilizzati negli uffici pontifici "conquistati", usati con i caratteristici annulli a rombo. I centri occupati furono: Città della Pieve (8 settembre), Orvieto (11 settembre), Celleno (16 settembre), Bagnorea, Castelnuovo di Porto (2 ottobre) e Poggio Mirteto (5 ottobre). Riuscirono con successo ad arrivare a 30 km da Roma ma furono bloccati e invitati a tornare indietro sotto ordine sabaudo.
Altro caso particolare, decisamente molto più raro, è quello del cosiddetto Esercito Meridionale. Alcuni militari toscani facenti parte dell'esercito recarono nello Stato Napoletano francobolli del Governo Provvisorio toscano. Sono noti solo alcuni esemplari del 5c., 10c. e 20c., annullati con bolli della Posta Sarda o napoletani, in fornitura presso gli uffici borbonici.

## Regno di Sardegna
Storia particolare quella della posta nel Regno di Sardegna, che si trovò a gestire in poco tempo il servizio postale nell'intera Italia, ente virtuoso che aveva subito adottato un sistema efficiente di affrancatura delle lettere, con valori e tariffe ben definite, in lire italiane.
Già nel 1819 infatti emise alcune fascette affrancate, dette "Cavallini di Sardegna", per il disegno impresso a secco riproducente un postiglione a cavallo, con valori da 15c., 25c. e 50c. Un vero e proprio servizio postale, che si protrasse fino all'emissione di francobolli propri.
I francobolli del Regno di Sardegna sono i più longevi del comparto degli Antichi Stati italiani, in quanto presero piano piano piede su tutto il territorio nazionale, con la graduale unificazione dell'Italia.
Nel 1º gennaio 1851 venne emessa la prima serie, di tre valori, in ovale a fondo pieno, in stampa litografica. Lo stesso tipo di francobollo venne poi ristampato in tre modalità diverse, le prime due: nel 1853 con diciture a secco in rilievo su carta colorata, e nel 1854 in litografia, centro bianco e fondo colorato. Di questa seconda emissione esistono tre non emessi, in colorazioni molto simili ai francobolli normali.
Il valore dei primi nove francobolli del Regno di Sardegna, specie se nuovi, è molto elevato, con l'apice del 40c. rosso mattone che vale 110.000 euro.
Nel 1855 vide la luce la più nota emissione del Regno di Sardegna, composta da 6 valori: 5c. verde pisello, 10c. terra d'ombra, 20c. cobalto, 40c. vermiglio, 80c. ocra arancio, 3 Lire rame. I valori esistono, escluso il 3 Lire, frazionati a metà, come uso d'emergenza per scarsità di francobolli, ad esempio l'80c. esiste frazionato a metà (per 40c.) e addirittura frazionato in ¼ (per 20c.).
Tutti i valori, meno che il 3 Lire esistono poi con l'effigie centrale in rilievo capovolta. Da non confondere con i più comuni resti di stampa, molto in voga nel commercio dei francobolli degli anni '60.

Alcuni francobolli del Regno di Sardegna, con differenti tirature.

### Colorazioni della serie del 1855 del Regno di Sardegna
Di seguito sono riportate le colorazioni più note dei francobolli della serie del 1855, con relativi anni di emissione. Le diverse colorazioni sono dovute alle molte tirature di questi francobolli.
| valore | colorazione         | Anno di emissione della tiratura | note                                      |
| ------ | ------------------- | -------------------------------- | ----------------------------------------- |
| 5 c.   | verde pisello       | 1855                             |                                           |
| 5 c.   | verde smeraldo      | 1855-1857                        |                                           |
| 5 c.   | verde mirto         | 1857                             |                                           |
| 5 c.   | verde-giallo        | 1858/59                          |                                           |
| 5 c.   | verde oliva         | 1861                             | Unità d'Italia                            |
| 5 c.   | verde               | 1862-1863                        |                                           |
|        |                     |                                  |                                           |
| 10 c.  | terra d'ombra       | 1858                             |                                           |
| 10 c.  | bruno grigiastro    | 1859                             |                                           |
| 10 c.  | bruno               | 1860                             |                                           |
| 10 c.  | bruno bistro        | 1861                             | Unità d'Italia                            |
| 10 c.  | bistro              | 1862-1863                        |                                           |
|        |                     |                                  |                                           |
| 20 c.  | cobalto             | 1855                             |                                           |
| 20 c.  | indaco              | 1857-1858                        |                                           |
| 20 c.  | azzurro scuro       | 1859                             |                                           |
| 20 c.  | azzurro             | 1860                             |                                           |
| 20 c.  | celeste chiaro      | 1861                             | Unità d'Italia                            |
| 20 c.  | cobalto grigiastro  | 1861                             | Unità d'Italia                            |
| 20 c.  | indaco scuro        | 1862                             |                                           |
|        |                     |                                  |                                           |
| 40 c.  | vermiglio           | 1855                             |                                           |
| 40 c.  | rosso scarlatto     | 1857                             |                                           |
| 40 c.  | rosso mattone       | 1859                             |                                           |
| 40 c.  | rosso               | 1860                             |                                           |
| 40 c.  | rosa lilla          | 1860                             | Raro. Vale nuovo 12.500 € e usato 5.800 € |
| 40 c.  | rosa vermiglio      | 1863                             |                                           |
|        |                     |                                  |                                           |
| 80 c.  | ocra arancio        | 1858                             |                                           |
| 80 c.  | giallo ocra pallido | 1859                             |                                           |
| 80 c.  | giallo arancio      | 1860-1862                        |                                           |
|        |                     |                                  |                                           |
| 3 Lire | rame                | 1861                             | Carta spessa. Su busta vale 110.000 €     |
| 3 Lire | rame vivo           |                                  | Carta sottile. Su busta vale 110.000 €    |

La stessa serie venne riemessa con caratteri cambiati, più grandi e rotondi, per le Province Napoletane, nel 1861. I valori, tutti non emessi, furono tuttavia usati occasionalmente per posta. Costituiscono una rarità se usati specie il 20c. e 40c. L'unico valore che non esiste ristampato con questi caratteri è il 3 Lire, che ebbe anche nella emissione precedente un uso limitato.
Nel 1862 poi vennero riemessi per il Regno d'Italia con dentellatura 11½ x 12 a pettine. Sempre 10c., 20c., 40c. e 80c., quest'ultimo usato è il più raro. Anche il 10c. se allo stato di nuovo è raro, e il suo valore si aggira intorno ai 14.000 €.
Sempre di questa emissioni esistono numerose colorazioni, anche molto rare e ricercate.
Altra emissione del Regno di Sardegna è quella specifica per l'affrancatura di stampe e giornali, da 1c. e 2c. in grigio nero, del 1861. Il 2 centesimi fu ristampato in periodo del Regno d'Italia, nel 1862, in colore bistro o giallo.
Nel 1863 viene stampato l'ultimo valore usando questo tipo di francobollo, il 15c. azzurro, che per tradizione fa parte delle emissioni del Regno d'Italia.